# Leptodon fuciformis
Leptodon fuciformis är en bladmossart som beskrevs av Johannes Enroth 1992. Leptodon fuciformis ingår i släktet Leptodon och familjen Leptodontaceae. Inga underarter finns listade i Catalogue of Life.